# Patience Wright

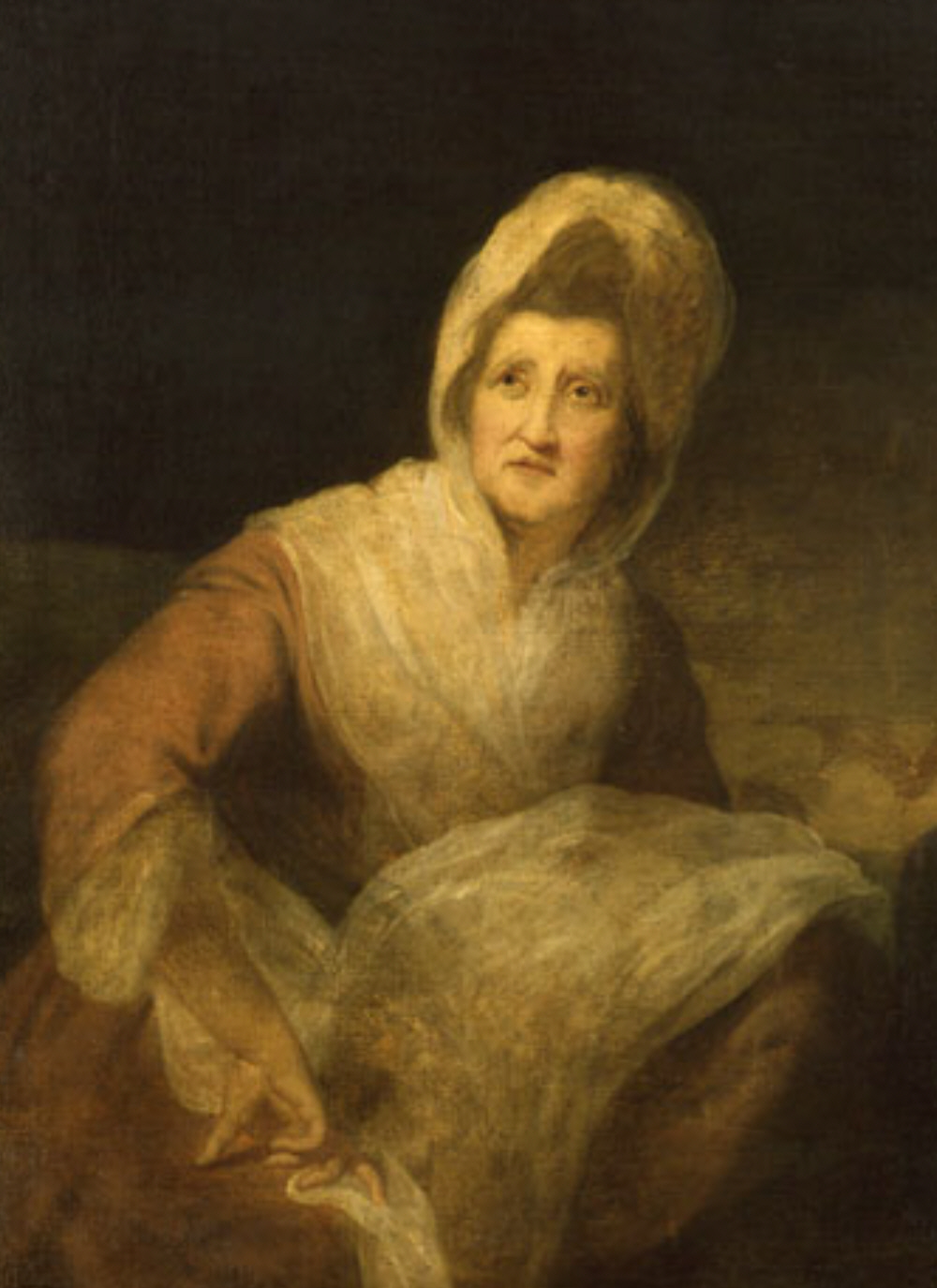
Patience Wright, ca. 1782

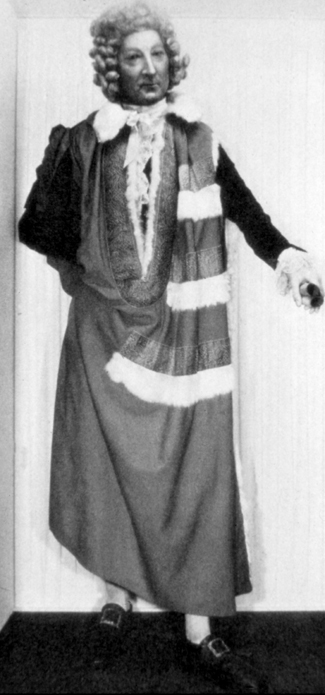
William Pitt, Wachsmodell 1779

Patience Lovell Wright (* 1725 in Bordentown, Province of New Jersey; † 25. März 1786 in London) war die erste bekannte amerikanische Bildhauerin. Hauptsächlich formte sie Wachsfiguren.

## Leben
Patience Wright, geborene Lovell, kam aus einer wohlhabenden Quäkerfamilie. Die Lovells waren Farmer. Wright war die Nichte des Predigers John Wesley. 1748 heiratete sie Joseph Wright. Viele Jahre lang modellierte sie Figuren aus Kitt, Brotteig und Wachs zum bloßen Vergnügen für sich und ihre Kinder. Nachdem ihr Ehemann 1769 gestorben war, machte sie ihr Hobby zum Beruf und modellierte Porträts aus gefärbtem Wachs. Mit der finanziellen Hilfe eines Freundes und ihrer Schwester Rachel gründete sie ihr eigenes Atelier in Philadelphia.
1772 reiste Wright nach England und eröffnete mit Erfolg ihr Wachsmuseum. Sie wurde der Prometheus der Wachsfiguren genannt, war gleichwohl bekannt für ihre gleichmacherischen Reden wie auch für ihre Kunstfertigkeit. 1773 erhielt sie eine Einladung in den Buckingham Palace. König Georg III. wurde ihr Gönner, und so porträtierte Wright ihn, seine Frau und weitere Angehörige des Königshauses und des Hofes. Schließlich fiel sie aber, durch ihre offen vorgetragene Sympathie gegenüber der amerikanischen Unabhängigkeitsbewegung, in Ungnade. 1773 war auch das Jahr der Boston Tea Party, und die amerikanischen Kolonisten revoltierten gegen England. Wright hatte heimlich Nachrichten mit militärischen Informationen, versteckt in Wachsfiguren, nach Amerika geschickt. Sie soll auch amerikanischen Kriegsgefangenen zur Flucht verholfen haben.
Wright schrieb neben der Bildhauerei auch Gedichte und war eine hervorragende Malerin. Ihre Skulptur von William Pitt ist heute noch in Westminster Abbey zu sehen. Ihre Tochter Phoebe heiratete den bekannten Porträtmaler John Hoppner. Ihre Schwester Rachel und ihr Sohn Joseph waren ebenfalls Wachs-Bildhauer. Das Haus in New Jersey steht noch.

## Werke
- William Pitt, Earl of Chatham, Wachsmodell, 1779, Westminster Abbey
- Benjamin Franklin, Wachsporträt